# Ричард III (герцог Нормандии)
Ричард III  (фр. Richard III de Normandie; около 997, Нормандия — 6 августа 1027, Руан, Нормандия) — герцог Нормандии с 1026 года. Сын Ричарда II Доброго и Юдифи Бретонской.

## Биография

### Правление
Когда герцогом Нормандии был ещё его отец Ричард II Добрый, Ричард участвовал вместе с ним в войне против графа Шалона Гуго I. В 1026 году Гуго выступил против сына умершего графа Бургундии Отто Гильома, Рено I, который вторгся в Шароле. В результате Рено был разбит и попал в плен. Однако в защиту Рено выступил его тесть, герцог Нормандии Ричард II Добрый, который вместе с сыновьями, Ричардом и Робертом, в том же году во главе многочисленной армии опустошил графство Шалон. Гуго не смог противостоять угрозе и был вынужден заключить мир с герцогом Нормандии, пройдя при этом унизительную церемонию. Пленённый Рено был отпущен на свободу.
Ричард II Добрый умер 23 августа 1026 года. После него герцогом Нормандии стал его сын Ричард III. О его правлении известно очень мало. Благодаря автору «Деяний герцогов Нормандии» (лат. Gesta Normannorum Ducum) Гийому Жюмьежскому известно, что Ричард III встретил лицом к лицу мятеж своего младшего брата, Роберта, графа Гимуа. Роберт был осаждён армией герцога в Фалезе, и ему пришлось подчиниться.
Невестой Ричарда была графиня Корби Адела Французская, вторая дочь короля Франции Роберта II Благочестивого и Констанции Арльской. В 1027 году Ричард в возрасте тридцати лет сочетался браком с 18-летней Аделой, подтвердив союз с династией Капетингов. Однако из-за преждевременной смерти Ричарда брак остался без потомства. Адела позже вышла замуж за графа Фландрии Бодуэна V Благочестивого.
Ричард неожиданно умер 6 августа 1027 года не оставив законнорождённых потомков, вследствие чего титул был унаследован его младшим братом Робертом. Согласно лаконичному описанию событий Гийомом Жюмьежским герцог был отравлен: «Там [в Руане], как рассказывали многие, он умер от яда, оставив герцогство своему брату Роберту». Некоторые позднейшие источники XII века, первым среди которых был Гийом Мальмсберийский, приписывали отравление Роберту, однако достоверных сведений о его участии в гибели брата не имеется, и большинство хронистов, включая Ордерика Виталия, нередко критиковавшего нормандских герцогов, не связывают смерть Ричарда с деятельностью Роберта.

### Семья
- жена: с 1027 года — Адела Французская (1009—8 января 1079), графиня Корби, вторая дочь короля Франции Роберта II Благочестивого и Констанции Арльской. В 1028 году вышла замуж за графа Фландрии Бодуэна V Благочестивого.
- От связи с неизвестными женщинами у него было два известных ребенка:
  - Аделиза Нормандская — муж: Ранульф, виконт Бессена.
  - Николас Нормандский (ум. 27 февраля 1092), аббат Руана. Он помог своему двоюродному брату, герцогу Нормандии Вильгельму Завоевателю, с вкладом в 15 судов и 100 солдат для вторжения в Англию в 1066 году. Он, вероятно, последовал бы за герцогом в Англию, если бы не был «немедленно понижен сначала в монастырь Фекан, а затем в аббатство Святого Куана в Руане.»